# Rakaia stewartiensis
Espèce
Rakaia stewartiensis est une espèce d'opilions cyphophthalmes de la famille des Pettalidae.

## Distribution
Cette espèce est endémique de la région du Southland en Nouvelle-Zélande. Elle se rencontre sur l'île Stewart.

## Description
Le mâle holotype mesure 2,58 mm et la femelle paratype 2,8 mm.

## Étymologie
Son nom d'espèce, composé de stewart(i) et du suffixe latin -ensis, « qui vit dans, qui habite », lui a été donné en référence au lieu de sa découverte,  l'île Stewart.

## Publication originale
- Forster, 1948 : « The sub-order Cyphophthalmi Simon in New Zealand. » Dominion Museum Records in Entomology, vol. 1, no 7, p. 79–119.